# ヨハン・レンク
ヨハン・レンク（Johan Renck, 1966年12月5日 - ）は、スウェーデン、ウプサラ出身のミュージック・ビデオ、テレビ、映画監督である。スタッカ・ブー（Stakka Bo）という芸名で音楽家としても活動している。

## キャリア

### 監督活動
多くの音楽家のミュージック・ビデオを監督しており、これまでにマドンナの「ハング・アップ」と「ナッシング・リアリー・マターズ」、カイリー・ミノーグの「ラヴ・アット・ファースト・サイト」、オール・セインツの「ブラック・コーヒー」、ロビー・ウィリアムズの「トリッピング」と「シーズ・マドンナ」、ザ・リバティーンズの「ホワット・ビケイム・オブ・ザ・ライクリー・ラッズ」、スウェードの「シーズ・イン・ファッション」、ニュー・オーダーの「クリスタル」と「クラフティー」、ビヨンセの「ミー、マイセルフ・アンド・アイ」などを手掛けている。
テレビでは、AMCのドラマ『ブレイキング・バッド』や『ウォーキング・デッド』、HBOのミニシリーズ『チェルノブイリ』を監督している。
2008年に『Downloading Nancy』で長編映画監督としてデビューし、同年1月21日にサンダンス映画祭でプレミア上映された。

### 音楽家活動
1993の楽曲「Here We Go」がヒットし、全英シングルチャートでは最高で13位となった。

## ディスコグラフィ
- 1993 – Supermarket
- 1995 – The Great Blondino
- 2001 – Jr.